# New York United
Il New York United è stata una società di calcio statunitense, con sede a New York.

## Storia
Fondato come New York Greeks da immigrati greci, ottenne il suo primo titolo nel 1971 quando si aggiudicò l'American Soccer League, successo che replicò altre tre volte, con il nome di New York Apollo assunto a partire dal 1973, nel 1973, nel 1975 ad ex aequo con il Boston Astros, su decisione del dirigente della ASL Bob Cousy, e nel 1978.
Nel 1980 assume il nome di New York United, denominazione con cui chiuderà l'attività l'anno seguente.

## Palmarès

### Competizioni nazionali
- American Soccer League: 4

1971, 1973, 1975 (ex aequo con Boston Astros), 1978

### Altri piazzamenti
- American Soccer League:

Secondo posto: 1972, 1974, 1976, 1981